# NGC 5919
NGC 5919 (другие обозначения — ZWG 94.144, NPM1G +07.0380, PGC 54826) — эллиптическая галактика (E) в созвездии Змея.
Этот объект входит в число перечисленных в оригинальной редакции «Нового общего каталога».